# トンガ地震 (2006年)
2006年のトンガ地震（トンガじしん）は、同年5月3日15時26分(UTC)に、トンガで発生した地震である。震源地はトンガの首都ヌクアロファの北東沖160km、震源の深さ55km、モーメントマグニチュード(Mw)8.0。

## 概要
太平洋プレートがインド・オーストラリアプレートに沈み込むトンガ海溝で発生した地震である。トンガ海溝周辺は地震活動が活発な地域の一つであり、この地震の震源の南では2009年3月にM7.6の地震が発生した。さらに同年9月にはトンガ海溝の北端でM8.1のサモア沖地震が発生している。
気象庁の計測震度では、各地点とも震度1に達しなかったが、関東南部においても、湾岸部や、山からの反射波の干渉で揺れが大きくなりやすい西部の山地近くで有感の報告があった。

## 被害
確認された負傷者は1人で、津波や停電が発生したが特に大きな被害は出ていない。津波はアメリカ領サモアのパゴパゴとアメリカ本土のカリフォルニア州・クレセントシティで最大54cmを観測した。なお、日本にも津波が到達し、北海道根室市・花咲港では15cmの津波を観測した。